# 遠津年魚眼眼妙媛
遠津年魚眼眼妙媛（とおつあゆめまぐわしひめ、生没年不詳）は、古代日本の人物。

## 系譜
父は紀国造の一族である荒河戸畔で、崇神天皇の后となり豊城入彦命・豊鍬入姫命を生んだとされる。

## 考証
『日本書紀』などでは崇神天皇妃となって、所生の皇子豊城入彦命が異母兄弟の生目尊と皇位継承の比較を行う記事が伝えられる。しかし、紀国造一族が天皇の后妃に入る慣習はなく、加えて、異母兄弟とされる活目尊の母は皇后の御間城姫であるから、本来は皇位継承資格を比較されるはずがないと指摘される。この説では、上毛野国造・下毛野国造一族に御諸別命の名や三輪神の祭祀が見られること、毛野一族の氏姓が三輪君一族の氏姓と類似することなどから、毛野一族を三輪君の同族としている。また、崇神天皇妃としての遠津年魚眼眼妙媛を否定しつつ、三輪君と紀国造家が通婚していること、那波郡式内社の火雷神社や上野国・下野国に多数分布する雷電神社など、毛野地域には紀国造の遠祖神である雷神の祭祀が多数見られることなどから、御諸別命の母系に荒河戸畔の娘があったと指摘されている。